# 아시오역
아시오역(일본어: 足尾駅, あしおえき)은 일본 도치기현 닛코시에 있는 와타라세 계곡 철도 와타라세 계곡선의 역이다. 역 번호는 WK16이다.
아시오를 자처하지만 옆의 쓰도역이 옛 아시오 정의 중심가에 가깝다. 아시오 역에서 JR 닛코역행 노선 버스가 하루 4개 연결한다.

## 역 구조
2면 2선의 승강장을 갖는 지상역이다. 이 밖에 현재는 1개의 유치선만을 사용하고 있다. 하행 마토 방향 승강장 측에는 유치선이 있고 화물 수송이 한창일 때는 기관차 등이 유치되었다. 와타라세 계곡선의 교행역에서 유일하게 일선 스루 방식과 같은 배선이 되지만 대피 등은 없기 때문에 대피선 측이 마토 방면의 본선 플랫폼이다. 그래서, 하행 열차가 포인트 근처로 천천히 승강장에 들어간다. 마토 방향의 포인트로 제한 20km/h가 있기 때문에 열차는 발차 후에도 한동안은 서행한다. 마토 방면으로는 승강장 중앙에 있는 건널목을 이용한다. 마토 방면의 열차는 하차한 승객이 모두 건널목을 건너면 마치고 발차한다.

### 승강장
| (역사측) | ■ 와타라세 계곡선 | 상행 | 오마마・기류 방면 |
| (반대측) | ■ 와타라세 계곡선 | 하행 | 마토 방면         |

## 역 주변
- 닛코 시립 아시오 중학교
- 국도 제122호선
- 후루카와 카케미즈 클럽

## 역사
- 1912년 12월 31일: 아시오 철도의 소리 ~ 당역 구간의 연장 개통으로 종착역으로 개업.
- 1914년
  - 8월 25일: 본 역에서 아시오 모토야마 역까지 화물 선이 개통하는 전동한다.
  - 11월 1일: 마토 역이 개통하여 마토까지 여객 영업 개시.
- 1918년 6월 1일: 국유화되어 국유철도 아시오 선의 역이 됨.
- 1987년 4월 1일: 국철 분할 민영화로 동일본여객철도의 역이 됨.
- 1989년 3월 29일: JR 아시오 선의 제3섹터 철도 전환으로 와타라세 계곡 철도의 역이 됨.

## 사진

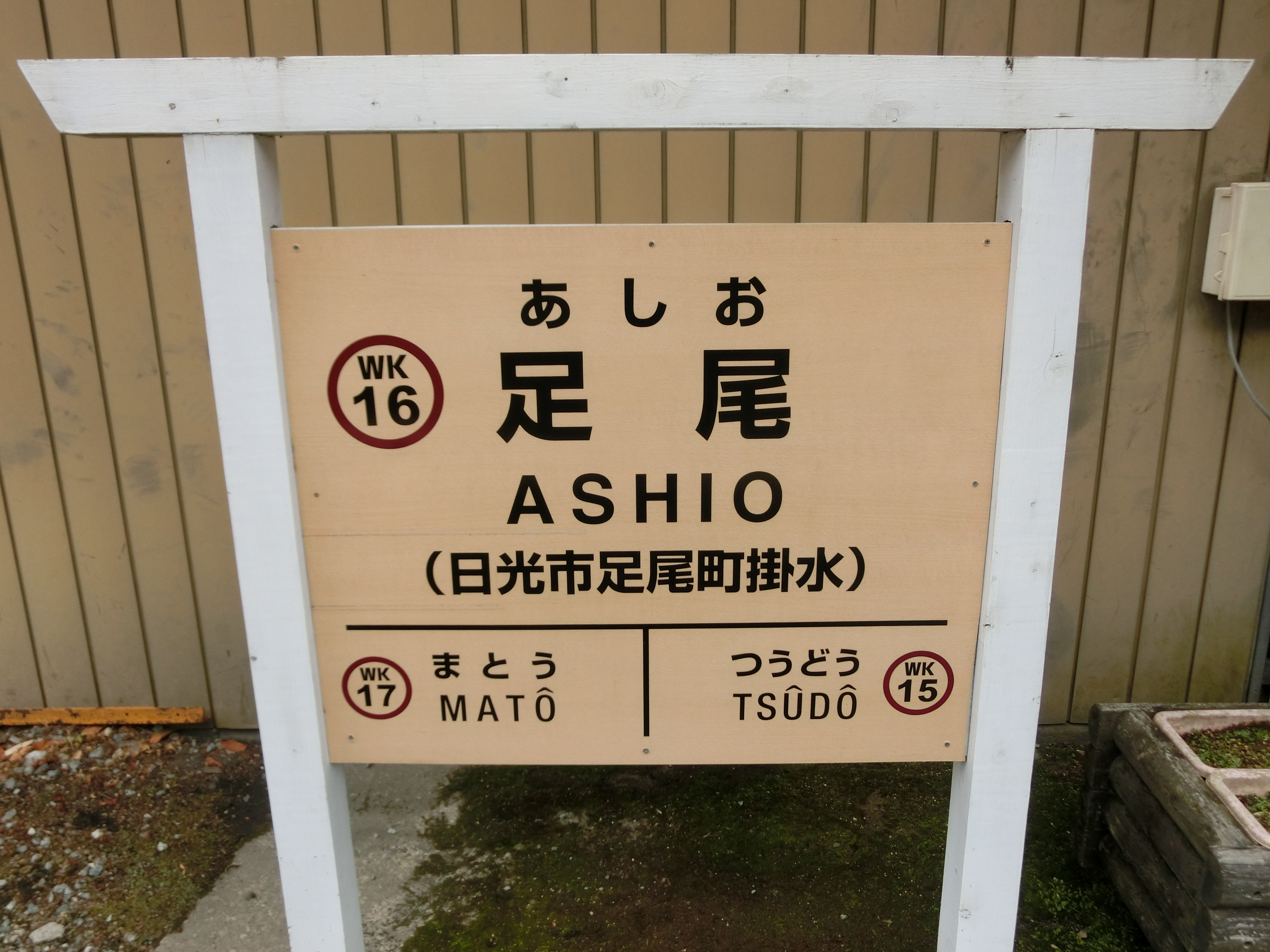
역명판

## 인접역
| ■ 와타라세 계곡 철도 와타라세 계곡선 | ■ 와타라세 계곡 철도 와타라세 계곡선 | ■ 와타라세 계곡 철도 와타라세 계곡선 |
| ------------------------------------ | ------------------------------------ | ------------------------------------ |
| WK15 쓰도 기류 방면                  |                                      | 마토 WK17 마토 방면                  |